# 薩支唐
薩支唐（1932年11月10日—），美國華裔物理學家，為微電子學、半導體物理的重要科學家。曾任美國佛羅里達大學教授，美國工程院院士、中央研究院院士、中國科學院外籍院士等職。

## 生平
薩支唐籍貫中國福建省福州市，1932年生於北平。薩支唐是福州薩氏家族成員，是元代蒙古官员萨都剌后裔，其父薩本棟是第一屆中央研究院院士、廈門大學前校長。薩支唐於1949年赴美國就讀於伊利諾大學，1953年獲得學士學位後又到史丹福大學學習，並於1956年在史丹福大學獲得博士學位。1956年起，他跟隨肖克利在工業界共同從事固態電子學方面的研究，1959年至1964年供職於仙童公司。1964年他來到伊利諾大學厄巴納-香檳分校任物理系和電子及計算機系教授達26年，培養出40名博士。1988年起，他在佛羅里達大學擔任教授至今。他還有一位弟弟薩支漢是紐約州立大學石溪分校的數學教授。

## 學術成就
在仙童公司期間，薩支唐帶領一個64人的研究組從事第一代矽基二極管、MOS晶體管和集成電路的制造工藝研究，是半導體工業先驅之一。他提出了半導體PN結中電子-空穴對復合理論（generation of electron-hole pair），和其他科學家共同開發出MOS、CMOS場效應晶體管，還提出了MOS晶體管模型。此外，他還發明了深能級瞬態譜（deep level transient spectroscopy，DLTS）方法用於探測半導體內的缺陷。目前他的研究方向主要是在亞微米MOS晶體管的可靠性研究。薩支唐發表了大約280篇學術論文，並應邀做了約170次學術演講。